# Piccolo oboa
A piccolo oboa, korabeli nevén musette oboa (magyarul:kis oboa), az oboa család legkisebb méretű, és legmagasabb hangfekvésű (szopranínó) tagja. E hangszer Esz- és F-hangolású változata létezik, míg a hagyományos oboa C-hangolású.

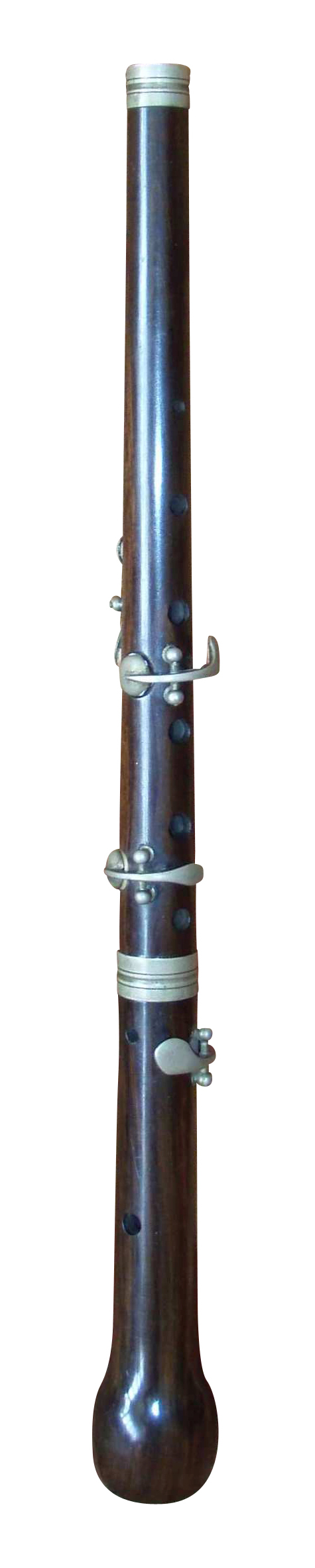
Egy piccolo oboa a XIX. századból

## Készítői
Két ország készít piccolo oboákat. Mindkét országban eltérő hangolású hangszereket gyárt. Olaszországban az Esz-hangolásút a Fratelli Patricola műhely, Franciaországban pedig az F. Lorée és a Marigaux cég  az F-hangolású piccolo oboákat készíti a mai napig. 
Lorée piccolo oboaként, Marigaux és Patricola musette oboa névvel árusítja ezt a hangszert. Egy piccolo oboa 6000-7500 amerikai dollár (1 300 000-1 600 000 forint) között vásárolható meg.

## Felhasználása és irodalma
A hangszer szokatlan hangszínét leginkább a kortárs kamara- és a kortárs zenében alkalmazzák. Legfőképpen a duplanádas együttesekben szerepel, valamint filmzenében is használatos hangszer.
Talán a legismertebb darabok, amikben piccolo oboa is szerepel, Bruno Maderna 1971-ben írt Szóló Oboákra kamaraműve, vagy Paolo Renosto 1967-es Ar-Loth-ja.

## Lásd még
- Oboa

## Fordítás
Ez a szócikk részben vagy egészben  a   Piccolo oboe című angol Wikipédia-szócikk ezen változatának fordításán alapul.  Az eredeti cikk szerkesztőit annak laptörténete sorolja fel. Ez a jelzés csupán a megfogalmazás eredetét és a szerzői jogokat jelzi, nem szolgál a cikkben szereplő információk forrásmegjelöléseként.